# Aeroportul Raleigh County Memorial
Aeroportul Raleigh County Memorial (IATA: BKW, ICAO: KBKW, FAA LID: BKW) este un aeroport din Virginia de Vest, Statele Unite ale Americii ce deservește zona Beckley⁠(d). Aeroportul a fost tranzitat în 2019 de 3.538 de pasageri.
Situat la o altitudine de 763 m, aeroportul dispune de 2 piste.

## Infrastructură

### Piste
Aeroportul dispune de 2 piste. Pista 01/19 are suprafața de asfalt și dimensiunile 6.750 picioare × 150 picioare. Pista 10/28 are suprafața de asfalt și dimensiunile 5.001 picioare × 100 picioare. 